# 串バスストップ
串バスストップ（くしバスストップ）は、山口県山口市徳地鯖河内の中国自動車道上にあるバス停。2008年（平成20年）現在ではこのバス停に停車する高速バスは存在せず、西日本高速道路（NEXCO西日本）の管理用施設に転用されており、冬季の場合は中国自動車道の積雪・凍結対策のためにチェーンベースとして活用できるようになっている。

## 周辺
- 山口市串出張所
- 串郵便局
- 山口市立串小学校

## 隣
E2A 中国自動車道
(30)鹿野IC/BS - (SA)鹿野SA - (BS)串BS - (31)徳地IC/BS